# Кунградський содовий завод
Кунградський содовий завод — виробничий майданчик на заході Узбекистану.
Майданчик заводу міститься за чотири десятки кілометрів західніше від міста Кунград. У 2006-му тут стала до ладу перша черга потужністю 100 тисяч тонн кальцинованої соди на рік, а в 2016-му стала до ладу друга черга такою саме річною потужністю 100 тисяч тонн.
Основна сировина для підприємства:
- хлорид натрію з промислу на соленому озері Барсакельмес, що лежить за пів сотні кілометрів на захід від майданчику заводу. Є відомості, що перша черга потребувала 330 тисяч тонн зазначеної солі, а із запуском другої цей показник треба було довести до 470 тисяч тонн. За іншими даними, першій черзі було необхідно лише 160 тисяч тонн хлориду натрію. В будь-якому випадку запаси Барсакельмес набагато більше потреб заводу та оцінюються у 130 млн тонн;
- вапняк, який доправляють із розташованого за дві з половиною сотні кілометрів кар'єру Джамансай (Жамансай). Відно обсягів споживання цього продукту також існують певні розбіжності — за одними даними перша черга потребувала 240 тисяч тонн, а із запуском другої цей показник треба було довести до 400 тисяч тонн, тоді як інше джерело стверджує, що першій черзі було достатньо 153 тисячі тонн вапняку. Запаси вапняку родовища Джамансай оцінюються у 70 млн тонн.
Серед інших видів сировини можливо назвати аміак (виробники цього продукту в Узбекистані — Навоїйський та Ферганський азотні комбінати) та вуглекислий газ. Останній може вироблятись самим Кунградським заводом, крім того, в першій половині 2020-х проклали трубопровід для подачі діоксиду вуглецю з Устюртського газохімічного комплексу.
Фактичний випуск у 2017—2020 роках коливався між 172 та 188 тисяч тонн кальцинованої соди. Крім того, завод випускає певні обсяги харчової солі — до 20 тисяч тонн на рік.
З 2020 року 51 % акцій заводу належить інвестиційній компанії з ОАЕ NCV International DMCC. Одночасно повідомлялось, що інвестором проєкту стала російська «Салюс», що обіцяла довести потужність майданчику до 450 тисяч тонн на рік.